# Konrad Eberhard
Pour les articles homonymes, voir Eberhard.
Konrad Eberhard (ou Conrad Eberhard), né le 25 novembre 1768 à Bad Hindelang et mort le 12 ou 13 mars 1859 à Munich, est un sculpteur, lithographe et peintre bavarois. Il est le frère du sculpteur Franz Eberhard.

## Biographie
Konrad Eberhard est né le 25 novembre 1768 à Bad Hindelang,,. Il a un frère aîné, Franz, sculpteur, qui mourra du choléra en 1836. Il est formé à la sculpture par son père, Johann Richard Eberhard (1739–1813), puis en 1796 par le sculpteur de cour Roman Anton Boos (en) à Munich. Le prince héréditaire l'envoie à Rome et lui fait plusieurs commandes, il arrive dans la ville en 1806.
Après ce long séjour dans la Ville éternelle, il devient en 1816 professeur de sculpture à l'académie des beaux-arts de Munich. Il peint de nombreuses images illustrant les conflits, les progrès et les triomphes de la religion chrétienne. Parmi ses meilleures œuvres se trouvent la tombe de la princesse Caroline dans Theatinerkirche et les statues de Saint-Georges et de Saint-Michel devant la porte d'Isar à Munich.
Il signe « KE ».
D'après le Thieme-Becker, il est également lithographe.
Il est mort le 12, ou 13 mars 1859 à Munich.

## Œuvre
- Mariage d'Adam et Ève[8]
- Léda et le Cygne[4],[9],[3]
- Faune avec Bacchus et l'amour[4]
- Endymion et Diane conduits par l'amour[4].

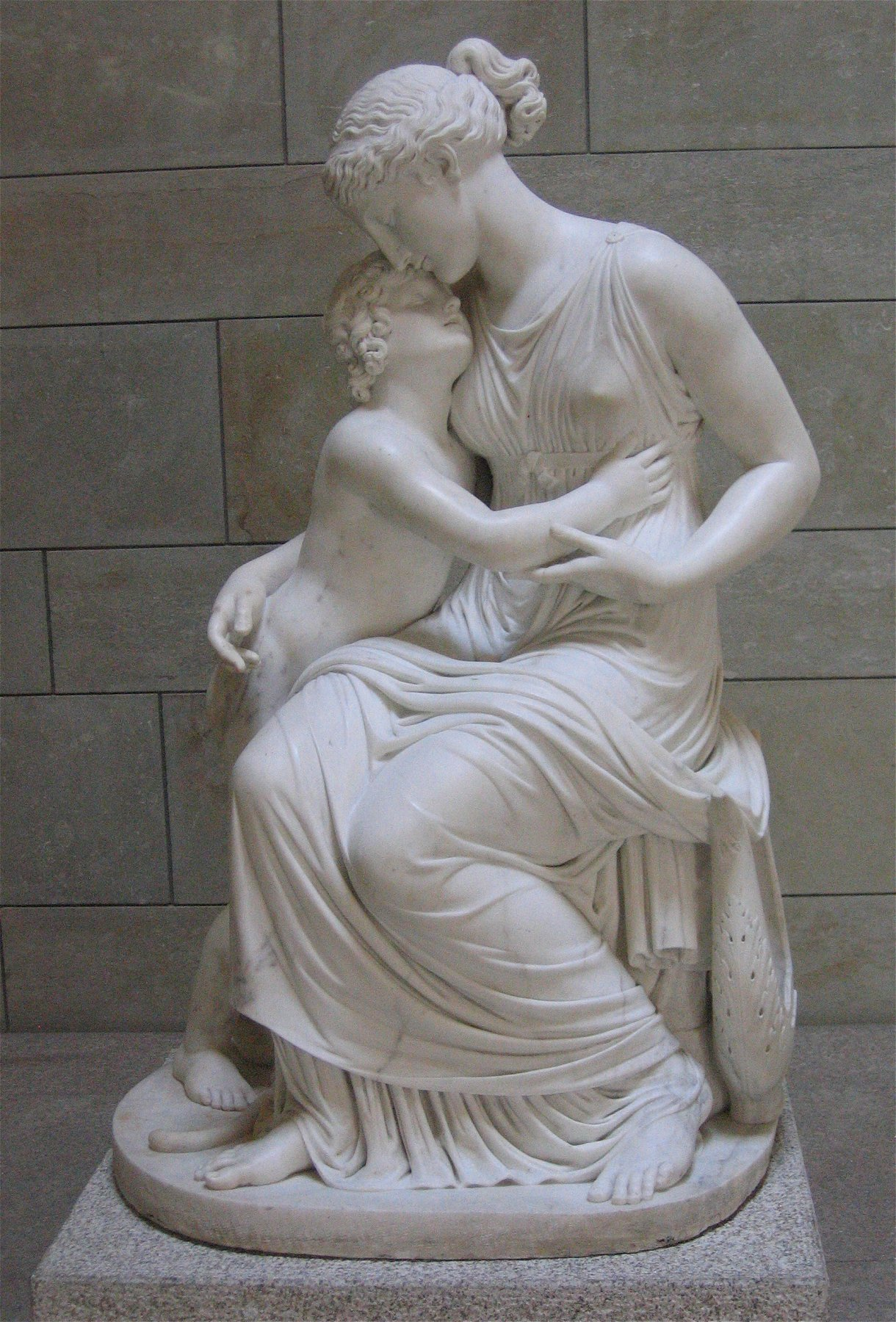
Amour et la Muse, 1807–1811, Neue Pinakothek, Munich
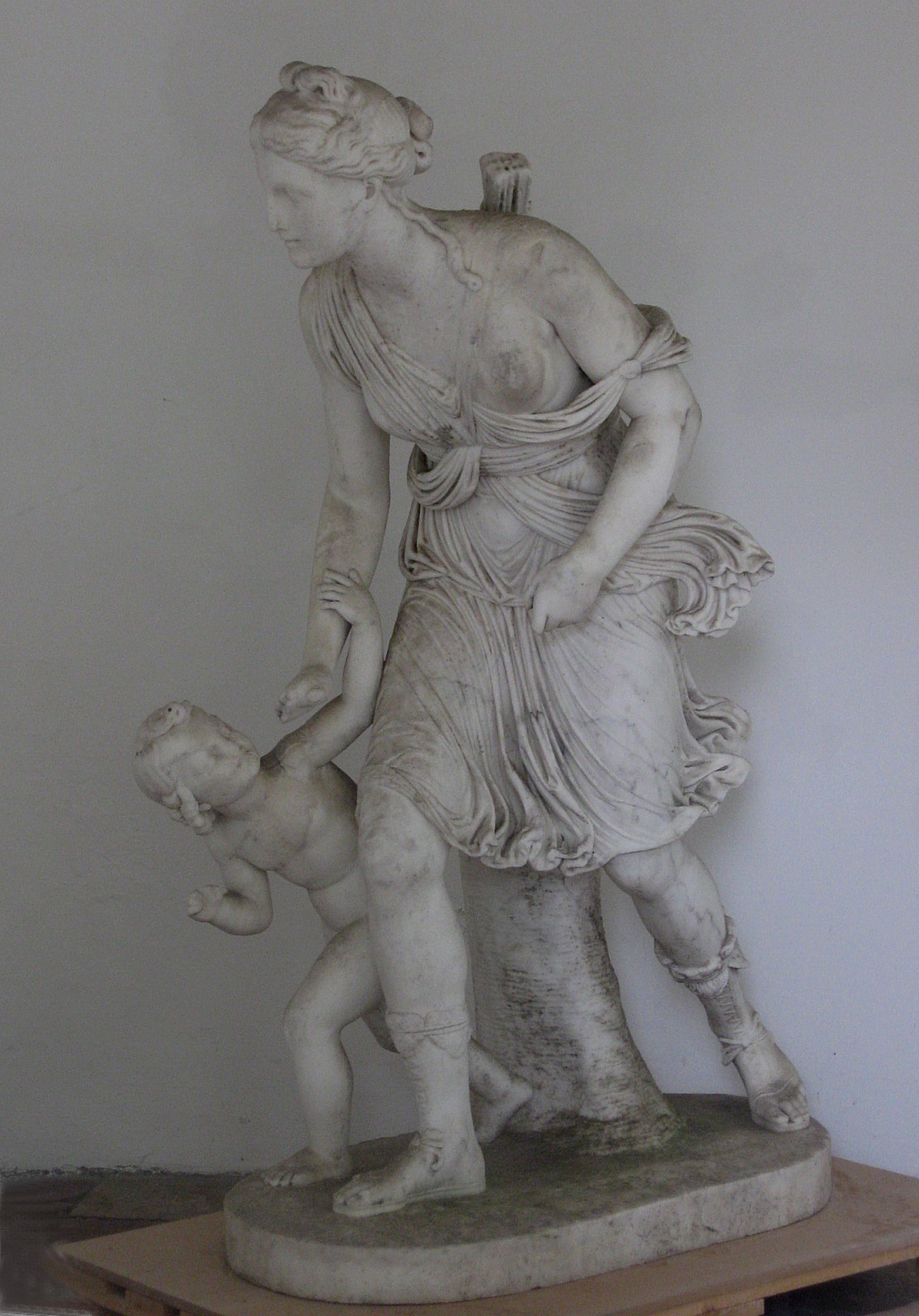
Diane
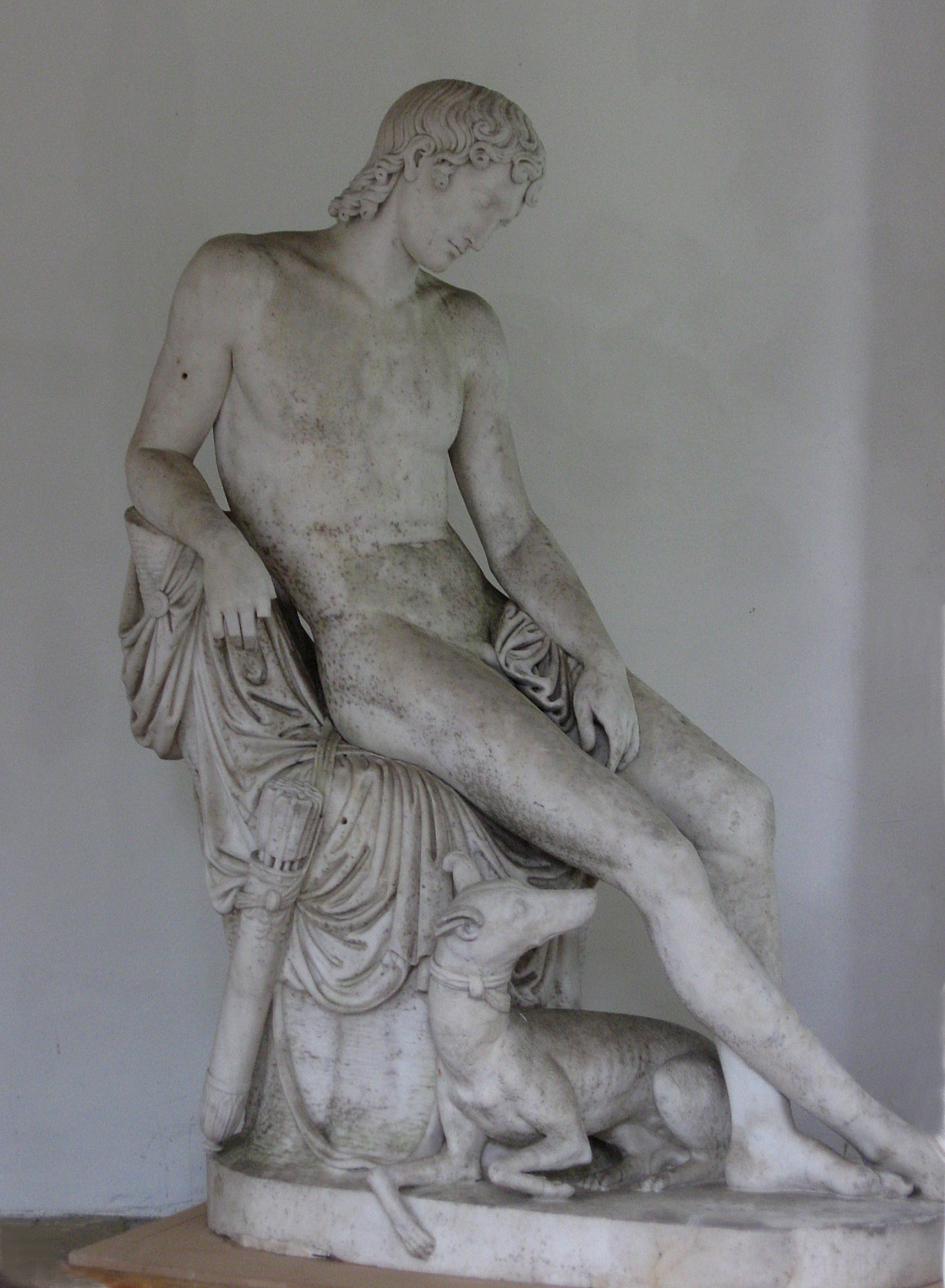
Endymion
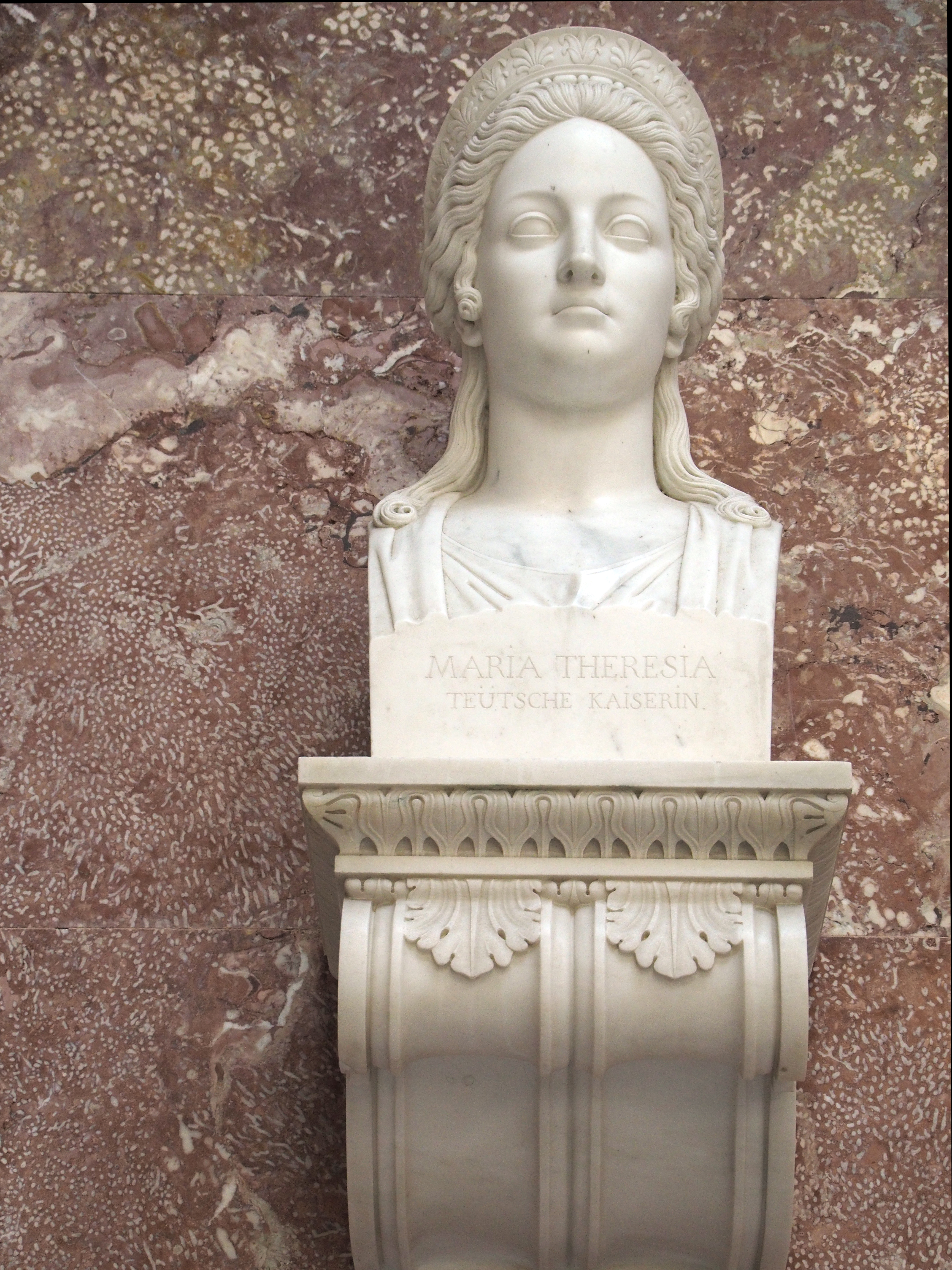
Buste de l'impératrice Marie-Thérèse d'Autriche, dans le Walhalla près de Ratisbonne (1811)